# Mani Ratnam
Mani Ratnam (tamil: மணிரத்னம்), född 2 juni 1956, är en regissör, manusförfattare och producent som huvudsakligen arbetar i den tamilska filmindustrin baserad i Chennai i Indien. Han har regisserat hyllade filmer som Nayagan, Roja, Alaipayuthey och Kannathil Muthamittal. Han introducerade den Oscar-vinnande kompositören A.R. Rahman i sin film Roja. Han betraktas som en av de viktigaste regissörerna i den indiska filmindustrin.
Hans första biofilm var den kannadaspråkiga filmen Pallavi Anu Pallavi som släpptes 1983. Filmen fick ingen kommersiell framgång men hyllades av kritiker och fick en Karnataka State Film Award för bästa manus. Hans efterföljande produktioner blev den malayalamska Unaru (1984) och den tamilska Pagal Nilavu (1985). Det var dock efter Mouna Ragam (1986), en film om motsättningar mellan ett nygift par, som Ratnam blev uppmärksammad. Hans första teluguspråkiga film, Geethanjali (1989), blev en stor kommersiell succé och fick en National Film Award. Ratnam är också känd för sin "terrorismtrilogi" bestående av Roja (1992), Bombay (1995) och Dil Se.. (1998). Han är vida erkänd för sitt bidrag till den tamilska filmindustrin i synnerhet och den indiska filmkonsten i allmänhet.
Ratnams Nayagan (1987) and Anjali (1990) blev Indiens Oscarsbidrag i kategorin Bästa utländska film. Hans tamilska film Nayagan, Satyajit Rays Aputrilogin (1955–1959) och Guru Dutts Pyaasa (1957) är de enda indiska filmer som dök upp i Time Magazines 100 bästa filmer genom tiderna (All-Time 100 Greatest Movies).
Ratnam är gift med skådespelerskan Suhasini. 2002 tilldelades han en Padma Shri, som är den fjärde finaste i hierarkin av indiska civila utmärkelser. Ratnam har vunnit flera filmpriser, däribland sex National Film Awards. Dessutom har han mottagit ett antal priser vid olika internationella filmfestivaler. Han har också varit drivande i att organisera Netru, Indru, Naalai, en musikal som hjälpt mentalt handikappade kvinnor och barn.

## Uppväxt och bakgrund
Mani Ratnam föddes som Gopala Ratnam Subramanian i Madurai, presidentskapet Madras, i nuvarande Tamil Nadu. Hans far, Ratnam Iyer, var en filmproducent som arbetade på filmbolaget Venus Pictures. Ratnam växte upp i Chennai. Han tog en handelsexamen vid Ramakrishna Mission Vivekananda College och sedan en MBA vid Jamnalal Bajaj Institute of Management Studies. Därefter arbetade han som managementkonsult innan han blev filmare.